# Нахда

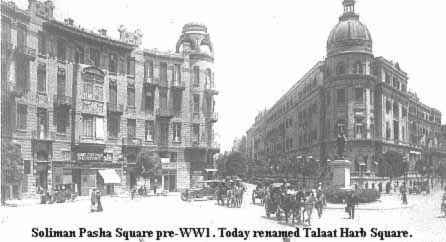
Каир в период Нахды

Нахда, ан-Нахда (араб. النهضة‎ — пробуждение) — период культурных реформ в арабском мире в XIX — нач. XX вв, которые возникли на волне аналогичных явлений в Османской империи (танзимат).
Начало Нахды было связано с деятельностью Рифаа ат-Тахтави — редактора газеты «Вестник Египта», переводчика и просветителя. Он длительное время прожил во Франции и старался привить египетскому обществу элементы европейской культуры.
Вторая половина XIX в. ознаменовалась творчеством мусульманских богословов-модернистов Афгани и М. Абдо, связанных с возникновением панисламизма.
В светской литературе были заметны достижения поэтов А. Шауки, И. Хафиза, Х. Джебрана. В 1914 г. появилась книга Х. Хайкала «Зейнаб», считающаяся первым современным египетским романом. В период Нахды появились газеты, новые энциклопедии и словари.
Из Европы в это же время были заимствованы политические идеи парламентаризма, конституционализма, национализма. Они сыграли свою роль в распаде Османской империи.

## Галерея

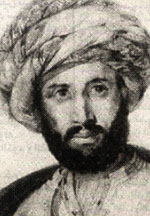
Рифаа ат-Тахтави
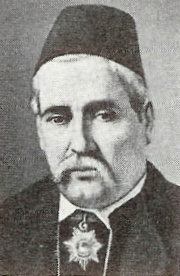
Бутрус Бустани — ливанский деятель Нахды
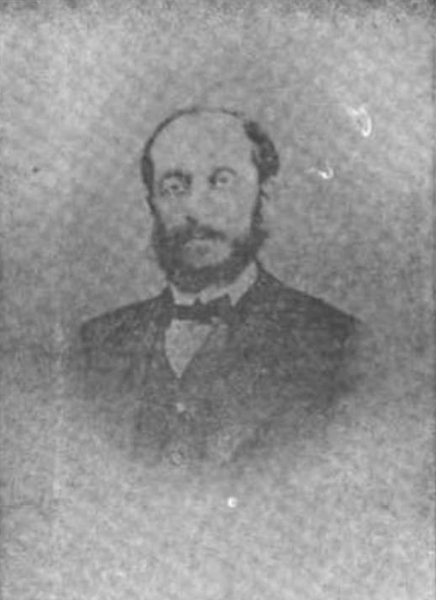
Франсис Марраш
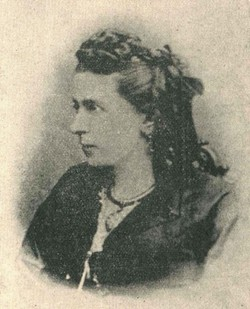
Марьяна Марраш
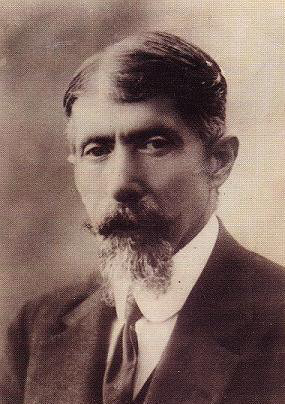
Кустаки аль-Химси